# Région subarctique

Localisation de la région subarctique dans le monde

La région subarctique est une région située dans l'hémisphère nord tout juste au sud de l'Arctique. Elle couvre une grande partie de l'Alaska, du Canada, de l'Islande, de la Fennoscandie, du nord de la Russie européenne et de la Sibérie. Généralement, les régions subarctiques se situent entre 50° N et 70° N de latitude, en fonction des climats locaux.

## Climat et sols

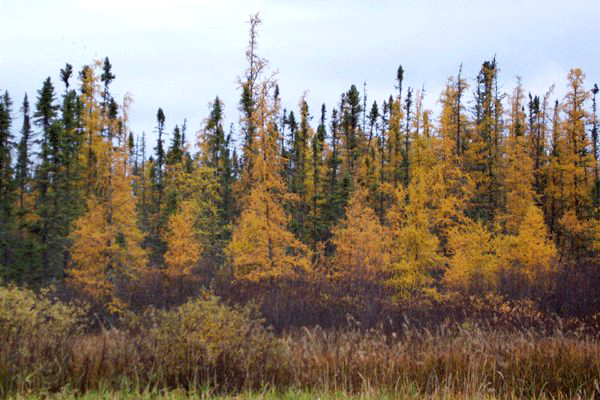
Végétation subarctique au Canada (Larix laricina).

Les températures mensuelles sont supérieures à 10 °C pendant au moins un mois et jusqu'à plus de trois mois dans l'année. Les précipitations ont tendance à être faibles en raison de la faible teneur en humidité dans l'air froid. Elles sont généralement plus importantes dans les mois les plus chauds, avec un maximum en été, allant de modérées en Amérique du Nord à extrêmes dans l'Extrême-Orient russe. À l'exception des zones les plus humides, les glaciers ne sont pas grands en raison du manque de précipitations pendant l'hiver; cependant, dans les zones les plus humides, les glaciers ont tendance à être très abondants, et la glaciation du Pléistocène a même couvert les plus basses altitudes. Les sols de la région subarctique sont généralement très acides, principalement en raison de l'influence de la végétation présente à la fois dans la taïga et dans la tourbière ombrotrophe, qui tend à acidifier le sol, ainsi que par l'extrême facilité avec laquelle le lessivage des éléments nutritifs se déroule dans la plupart des régions les plus glaciaires. Les types de sols dominants sont le podzosol et le cryosol.
Les régions subarctiques sont souvent caractérisées par la végétation forestière de la taïga, mais où les hivers sont relativement doux, comme dans le Nord-Norge, une forêt de feuillus peut se former, bien que dans certains cas, les sols demeurent trop saturés quasiment toute l'année pour soutenir toute croissance d'arbre.